# Mokoma
Mokoma is een thrashmetal band uit Lappeenranta, Finland die opgericht is in 1996. In hun muziek zijn ook sporen van grindcore en deathmetal te vinden. 

## Geschiedenis
Mokoma werd opgericht in 1996 en tekende in 1999 een platencontract bij EMI, waarmee ze twee albums uitbrachten: Valu (1999) en Mokoman 120 päivää (2001). Beide albums verkochten maar matig en toen Mokoma hun ideeën voor hun derde album, gebaseerd op thrashmetal nummers, introduceerde, liet EMI ze vallen. Aangezien er geen andere platenmaatschappij interesse toonde, richtte de band een eigen platenmaatschappij op: Sakara records. Hiermee brachten ze hun derde album uit, kurimus (2003), en al snel daarna hun 4e album Tämän maailman ruhtinaan hovi" (2004) uit. Beide albums waren toonaangevend, Kurimus wordt gezien als het eerste thrashmetalalbum waarop in het Fins gezongen wordt. Er werden meer dan 6000 exemplaren van verkocht.
Door het actieve toeren van de band, groeide hun succes. In april 2003 speelde ze in een klein rockkroegje voor ongeveer 100 mensen, dit was tevens hun albumreleasefeestje. Zeven maanden en een hoop optredens later, speelde Mokoma het laatste optreden van die tour in het uitverkochte Tavastia, weer in Helsinki.
Direct nadat de tour afgelopen was, dook de band weer de studio in. In mei 2004 kwam Tämän maailman ruhtinaan hovi uit en stond deze meteen op de tweede plek in de Finse album hitlijsten. Tämän maailman ruhtinaan hovi overtrof alle verwachtingen na het succes van Kurimus en er werden bijna 10.000 exemplaren van verkocht. Uni saa tulla werd zelfs een radiohit.
De band ging weer enthousiast toeren en bouwde een reputatie op die ervoor zorgde dat het publiek wist dat ze een uitbundige show konden verwachten. In 2004 won Mokoma de titel Band of the year en Tämän maailman ruhtinaan hovi werd uitgeroepen tot album van het jaar. Ook werden ze genomineerd voor een EMMA Award.
Eind 2004 bracht Mokoma een live-dvd uit, om zo de energie die de band tijdens optredens had digitaal vast te leggen. De dvd werd een groot succes en schoot meteen naar nummer 1 in de Finse dvd-hitlijsten. Binnen een paar maanden verkochten ze meer dan 5.000 exemplaren.
In het begin van 2006 bracht Mokoma hun vijfde album uit: Kuoleman laulukunnaat, dit album stond ook meteen op nummer 1 in de Finse hitlijsten. Ter promotie van dit album had de band twee tours met in totaal 45 optredens, ook kregen ze voor Kuoleman laulukunnaat een Emma Award.
In 2006 nam Mokoma deel aan de Sakara-tour, samen met Stam1na en Rytmihäiriö. In 2007 kwam de dvd van deze tour uit. In november 2007 kwam Luihin ja ytimiin, Mokoma's zesde album, uit en de digitale single Nujerra ihminen. Ook dit album behaalde de eerste plek in de hitlijsten en werd het genomineerd voor een EMMA Award.
In het voorjaar van 2008 behaalde Mokoma hun eerste goud met Kuoleman laulukunnaat, waarvan toen 15.000 exemplaren verkocht waren. Aan het eind van 2008 startte Mokoma een blog waarvan fans konden lezen over het schrijfproces van Mokoma's zevende album. Dit album, Sydänjuuret, kwam uit in maart 2010. Met Sydänjuuret behaalde Mokoma weer de eerste plek in de albumhitlijsten en een tweede gouden plaat. Ook kregen ze de EMMA Award voor Metal album van het jaar.
In de zomer van 2011 ging Mokoma opnieuw de studio in voor hun achtste album. Varjopuoli kwam uit op 2 november 2011 en bevatte ook enkele akoestische nummers.  
Al snel ging Mokoma verder aan hun 9e en meest recente album en in oktober 2012 kwam 180 astetta uit.

## Leden

### Huidige leden
- Marko Annala – zang (1996-heden)
- Kuisma Aalto – gitaar (1997-heden)
- Janne Hyrkäs – drum (1999-heden)
- Santtu Hämäläinen – basgitaar (2003-heden)
- Tuomu Saikkonen - gitaar (1997-heden)

### Ex-leden
- Mikko Ruokonen – drum (1999–1999)
- Juhana Tuomas 'Pätkä' Rantala – drum (1999–1999)
- Roope Laasonen - toetsen (1997-1997)
- Heikki Kärkkäinen - basgitaar (1997-2003)
- Janne Hynynen - drum (1997-1999)
- Raikko Törönen - drum (1999-1999)

## Stijl
Mokoma's stijl is behoorlijk veranderd sinds hun eerste twee albums. Valu en Mokoman 120 päivää waren rockplaten, maar verkochten beiden slecht. Toen ze besloten dat ze muziek wilden maken waar hun hart naar stond, liet hun platenmaatschappij (EMI) ze vallen. Ze besloten om hun eigen platenmaatschappij op te richten zodat ze hun eigen muziek konden uitbrengen. Mokoma's stijl veranderde hiermee een standaard rockstijl naar thrashmetal met grindcore- en deathmetalinvloeden.
De inspiratie voor hun muziek is gebaseerd op thrash- en deathmetal uit de late jaren 80 en de vroege jaren 90, maar ze maken ook veel gebruik van traditionele Finse melancholiek. De mix hiervan geeft hun muziek een originele en eigen klank. Al hun nummers zijn in het Fins en Marko Annala, die de teksten schrijft, wordt gezien als de beste Finse songtekst schrijver.

## Discografie

### Albums
- 1999 - Valu
- 2001 - Mokoman 120 päivää
- 2003 - Kurimus
- 2004 - Tämän maailman ruhtinaan hovi
- 2006 - Kuoleman laulukunnaat
- 2007 - Luihin ja ytimiin
- 2010 - Sydänjuuret
- 2011 - Varjopuoli
- 2012 - 180 astetta

### Singles
- 1999 - Kasvan
- 1999 - Perspektiivi
- 2001 - Seitsemän sinetin takana
- 2001 - Rajapyykki
- 2003 - Takatalvi
- 2003 - Punainen kukko
- 2004 - Hiljaisuuden julistaja
- 2006 - Viides vuodenaika
- 2007 - Nujerra ihminen
- 2010 - Sydänjuuret
- 2010 - Juurta jaksain
- 2010 - Sarvet esiin

### Dvd's
- 2004 - Mokoma DVD: Mäntit tien päällä
- 2007 - Sakara tour 2006

### Muziekvideo's
- 2007 - Nujerra ihminen
- 2007 - Marras
- 2008 - Houdan takaa
- 2008 - Kuu saa valtansa auringolta
- 2010 - Hei hei henäkuu
- 2010 - Ei kahta sanaa (ilman kolmatta)
- 2011 - Takatalvi
- 2012 - Punamultaa
- 2012 - Valkoista kohinaa
- 2013 - Vapaa